# La Cuba (Palermo)
La Cuba, także Castello della Cuba, Cuba Sottana i Palazzo della Cuba – pałac w Palermo z XII wieku.
Ukończony w 1180 r. jako rezydencja Wilhelma II Dobrego i miejsce królewskich uroczystości, był niegdyś otoczony wspaniałym parkiem z winnicami, sadami i dużym stawem rybnym. Wybudowany w stylu arabsko-normańskim. Nazwa pałacu pochodzi od arabskiego słowa qubba co oznacza łuk, sklepienie.
Pozostał we władaniu władców Sycylii do początku XIV wieku. W 1575 r., podczas zarazy, był używany jako szpital dla ofiar dżumy. Później, w epoce Burbonów, został przekształcony w budynek koszarowy. W 1921 r. zarządzanie Kubą zostało powierzone Ministerstwu Edukacji, następnie pod kierunkiem architekta Francesco Valenti rozpoczęto rekonstrukcję całego zespołu architektonicznego. Obecnie jest to zabezpieczona ruina, w której wnętrzach zachowały się resztki dekoracji stalaktytowych (mukarnas).